# Centre de Données astronomiques de Strasbourg
Das Centre de Données astronomiques de Strasbourg (CDS; deutsch Astronomisches Datenzentrum von Straßburg) ist ein Institut in Straßburg, das mehrere astronomische Datenbanken betreibt und über das Internet weltweit zugänglich macht. Früher war es unter der Bezeichnung Centre de Données Stellaires bekannt, der neue Name spiegelt den über Sterne hinaus erweiterten Aufgabenbereich wider. Das CDS untersteht dem Centre national de la recherche scientifique und ist am zur Universität Straßburg gehörenden Straßburger Observatorium angesiedelt.
Folgende Datenbanken gehören dazu:
- Die SIMBAD-Datenbank beinhaltet Eigenschaften und Literaturangaben zu Himmelsobjekten, hauptsächlich in unserer Milchstraße.
- Die VizieR-Datenbank bietet Astronomen einen zentralen und homogenen Zugang zu vielen Katalogen und Datensammlungen aus der astronomischen Literatur.
- Den Aladin Sky Atlas zur Darstellung von Sternkonstellationen[1]
- weitere Services wie X-Match zum Abgleich verschiedener Kataloge